# Ledermanniella letouzeyi
Espèce
Statut de conservation UICN

 EN B2ab(iii) : En danger
Ledermanniella letouzeyi est une espèce de plantes à fleurs du genre Ledermanniella et de la famille des Podostemaceae selon la classification phylogénétique.
Son épithète spécifique rend hommage au botaniste René Letouzey.

## Répartition
Ledermanniella letouzeyi est une plante endémique du Cameroun. La plante est connue uniquement dans trois endroits notamment autour des Monts Rumpi et des Monts Bakossi dans la région du Sud-Ouest du Cameroun, avec une superficie d'occupation inférieure à 0,2 ha.